# Аркола (Италия)
Аркола (итал. Arcola) — город в Италии, расположен в регионе Лигурия, подчинён административному центру Специя (провинция).
Население составляет 10 192 человек (на 2005 г.), плотность населения — 637 чел./км². Занимает площадь 16 км². Почтовый индекс — 19021. Телефонный код — 00187.
Покровителем города считается святитель Николай Чудотворец. Праздник города ежегодно празднуется 6 декабря.